# Pteronotus davyi
Pteronotus davyi là một loài động vật có vú trong họ Mormoopidae, bộ Dơi. Loài này được Gray mô tả năm 1838.